# Cheilognathopalatoschisis
Cheilognathopalatoschisis is een aangeboren gespletenheid (schisis), van tegelijkertijd de lip, de kaak en het gehemelte. Deze afwijking komt voor bij 150 op 100.000 geboorten.
De schisis kan enkelzijdig of dubbelzijdig voorkomen en partieel of compleet zijn.